# 컴퓨터 지원 설계
컴퓨터 지원 설계(computer-aided design, CAD, 문화어: 콤퓨터지원설계) 또는 단순히 캐드(CAD)는 공학자, 건축가 그리고 설계 활동에서 전문적인 설계를 지원하는 컴퓨터 기반 도구의 다양한 영역에서 사용한다. 제품 수명 주기 관리 처리 내부에서 주된 기하학 저작 도구이고 소프트웨어와 가끔 특정 용도의 하드웨어를 포함한다. 현재 패키지는 제도 시스템 기반인 2D 백터부터 3D 입체와 표면 모델러까지 다양하다.
캐드는 가끔 "컴퓨터 지원", "컴퓨터 도움" 제도나 비슷한 말로 번역되기도 한다. 관련있는 약자로 CADD (computer-aided design and drafting), CAID(computer-aided industrial design), CAAD(computer-aided architectural design)가 있다. 모든 이런 용어들은 본질적으로 동의어이지만 더 자세한 의미와 응용 프로그램에서 약간의 차이가 있다.

## 소개
캐드는 제품을 개발하고 최적화하여 설계하는 데 사용된다. 또한 캐드는 최종 소비자나 다른 제품에 사용되는 중개 상품으로 사용되어 재산이 될 수 있다.
캐드는 부품 제조에 사용되는 도구나 기계의 설계에 널리 사용된다. 캐드는 제도나 소규모 거주지 형태 (집)에서 거대한 상업적 혹은 산업적 구조물 (병원과 공장)에 이르는 모든 형태의 건축 설계에도 사용된다. 주로 물리적 구성품의 3D 모델이나 2D 드로잉의 세밀한 공학에 사용된다. 하지만 구성품 제조 방법의 정의로 조립의 힘과 동적 분석을 통한 개념적 설계나 제품의 배치도로부터 공학 제조 동안에 사용되기도 한다.
캐드는 낮은 제품 개발 비용이나 설계 주기의 단축과 같은 이점이 있다. 이로 인해 매우 중요한 기술이 되었다. 왜냐하면 캐드는 설계자가 화면에서 그들의 업무를 배치하거나 개발하고, 프린트하고, 차후 수정을 위해 저장하고, 그들의 드로잉에서 여러번 저장하는게 가능했기 때문이다.

## 사용되는 영역
- 건축 공학과 건설 (AEC) 산업
  - 건축
  - 빌딩 공학
  - 토목 공학과 기반 산업
  - 건설* 기계적 (MCAD) 공학
  - 자동차
  - 우주 산업
  - 소비 제품
  - 기계류
  - 상점 빌딩
  - 생체기계 시스템
- 전자 설계 자동화 (EDA)
  - 전자와 전기 (ECAD)
  - 디지털 회로 설계
- 제조 과정 계획
- 산업 디자인
- 응용 소프트웨어
- 의류와 섬유 캐드
  - 패션 디자인
- 정원 디자인

군사 분야
항공기
총기
요트
선박 ( 상선 )

## 캐드의 역사
설계자는 그들의 계산에 컴퓨터를 오랫동안 사용하였다. 최초의 개발은 1960년대에 3D 표면 구성의 면과 NC 프로그래밍으로 항공기와 자동차 산업내에서 사용하였으며, 다른것과 가장 독립되었고 먼 나중까지 공개적으로 발표하지 않곤 했다. 곡선에서 수학적 기술 작업의 일부는 1940년대 초에 이삭 자코브 쉔베르크(Isaac Jacob Schoenberg), Apalatequi(더글러스 항공기), 로이 리밍(Roy Liming)(북미 항공)이 개발하였지만, 다항 곡선과 조각면에서 아마도 가장 중요한 작업은 1960년대에 피에르 베지에(프랑스어: Pierre Bézier)(르노), 폴 드 카스텔죠(프랑스어: Paul de Casteljau)(시트로엔), 스티븐 앤슨 군스(Steven Anson Coons)(MIT, 포드), 제임스 퍼거슨(James Ferguson)(보잉), 칼 드 부어(Carl de Boor)(GM), 버크호프(Birkhoff)(GM), 가라베디안(Garabedian)(GM)와 1970년대에 W. 조던(W. Gordon)(GM), R. 리센필드(R. Riesenfeld)가 완성하였다.
전환점은 1963년에 매사추세츠 공과대학교에서 이반 에드워드 서덜랜드(Ivan Sutherland)가 스케치패드 시스템의 개발을 제안하였다. (그는 나중에 데이비드 에번스(David Evans) 박사와 그래픽 기술 회사를 설립한다.) 스케치패드의 특유 특징은 설계자가 컴퓨터와 그래픽적으로 상호작용하는 게 가능하도록 하는 것이다: 설계는 라이트 팬으로 음극선관 모니터에 그림으로서 컴퓨터에서 완성할 수 있다. 실제로 이것은 그래픽 사용자 인터페이스의 초기버전이고 현대 캐드에 없어서는 안되는 특징이다.
캐드의 첫 번째 상용 프로그램은 자동차와 항공 우주 산업, 전자로 잘알려진 대기업에 있었다. 대기업만 계산 수행이 가능한 컴퓨터를 공급할 수 있었다. 뛰어난 회사의 사업 계획은 1964년에 DAC-1 (Design Augmented by Computer)과 함께 제너럴 모터스 (Dr. Patrick J.Hanratty)에 있었다; 룩해드 사업 계획; 벨 그래픽 1과 르노 (Bezier) – 유니서프 1971 차체 설계와 공구.
캐드의 개발에서 가장 영향력있는 사건 중 하나는 1971년에 P. J. 핸러티(P. J. Hanratty) 박사가 제조와 상담 서비스를 창립한 것이며, 그는 시스템 아담 (Automated Drafting And Machining, ADAM)을 저술하였지만 코드를 Mc도넬 더글러스 (유니그래픽스), 컴퓨터비전 (카드스), 캘라, 거버, 오토롤, 컨트롤 데이터같은 회사에 중요하게 공급하였다.
보다 적합하게 된 컴퓨터처럼 응용 프로그램 영역도 차츰 확장되었다. 개인용 컴퓨터용 캐드 소프트웨어의 개발은 건설의 모든 영역에서 대부분 범용 응용 프로그램에 큰영향을 주었다.
1960년대와 1970년대의 다른 주요점은 1974년에 유나이티드 컴퓨팅, 인터그래픽, IBM, 인터그래픽 IGDS 캐드 시스템의 설립일 것이다. (벤틀리 마이크로스테이션 (Bentley MicroStation)은 1984년에 설립됨)
캐드 도구는 이전부터 극적으로 발전되었다. 1970년대에 2D 캐드는 일반적으로 손으로 그린 드로잉과 비슷한 드로잉을 만드는 데 머물렀다. 프로그래밍과 컴퓨터 하드웨어의 발달로 1980년대에 명백한 공간 모델링은 설계 활동에서 컴퓨터의 만능 응용 프로그램이 가능해졌다. 1981년의 핵심 제품은 공간 모델링 패키지이다. (로물루스 (샤프데이터), PADL-2 기반의 유니솔리드 (유니그래픽스), 표면 모델러 카티아 (다쏘 시스템즈)가 있음) 오토데스크 (Autodesk)는 1982년에 존 워커(John Walker)가 개발하였으며, 이는 2D 시스템 오토캐드를 선도하였다. 다음 이정표는 1988년에 프로/엔지니어의 발표였서 모델링 방식과 특징 변수의 연결된 방정식 기반의 특징은 더 나은 사용을 예고하였다. 또한 캐드의 개발에서 중요한것은 1980년대 말부터 1990년대 초에 B-rep 공간 모델링 커널 (3D 객체를 모순없이 기하학적이고 위상적으로 조작하는 엔진) 패라솔리드 (샤프데이터)와 ACIS (스패셜 테크날러지)의 개발이며, 둘다 이안 브래이드 (Ian Braid)의 작업으로 인하여 영향을 받았다. 이것은 1995년의 솔리드웍스, 1996년의 솔리스에지 (인터그래프), 1998년의 아이언캐드같은 중간급 패키지의 발표를 선도하였다.
대한민국의 경우 1993년초부터 국산캐드가 개발되기 시작하여 삼성SDS의 uniCAD, 캐디안소프트의 CADian 외에도 우리캐드, 파인캐드, 휠캐드 등이 선을 보였으나, 대부분은 시장에서 사라지고 CADian(캐디안) 만이 글로벌캐드인 오토캐드와 선전하고 있는 형국이다. 캐디안은 오토캐드의 dwg 포맷을 지원하며 양방향으로 호환을 유지하므로 오토캐드의 대안CAD로 널리 사용되고 있다. 한/영 버전 외에 중국어(간체, 번체), 일어, 헝가리어 등 다국어 제품이 130여 국가에 수출되고 있다.

## 오늘날 소프트웨어 공급자
많이 알려진 제품과 인수되거나 다른 회사와 병합된 회사와 함께 이제까지 변화하는 산업이다. 현재 시장에는 다양한 캐드 소프트웨어 제품이 있다. 시장의 반이상은 4개의 주된 상품 수명 주기 관리 (PLM) 회사 오토데스크, 다쏘 시스템즈, 파라메트릭 테크날러지, Siemense PLM software가 차지하고 있지만 작은 사용자 기반이나 틈새 사용자 영역을 차지하는 다른 다양한 캐드 패키지가 있다. 또한 자유와 오픈소스 캐드 소프트웨어의 목록도 참조하세요.
패키지는 3가지 형태로 분류될 수 있다: 2D 제도 시스템 (예 오토캐드, 지더블유캐드, 캐디안 , 마이크로스테이션); 중간급 3D 공간 기능 모델러 (예 인벤터, 솔리드웍스, 솔리드에지, ZW3D, 알리브레 디자인, 베리캐드); 그리고 최고급 3D 다중 시스템 (예 크레오(Pro-e), 카티아, NX (유니그래픽스))이 있다. 하지만 이런 분류는 3D 모듈이 있는 다양한 2D 시스템처럼 엄밀히 적용할 수 없고, 중간급 시스템은 표면 기능성을 증가하고, 최고급 시스템은 상호작용하는 윈도 시스템의 방향으로 사용자 인터페이스를 개발했다.

## 활용 능력
현대 캐드 시스템이 포함하는 활용 능력들:
- 와이어프레임 기하학 창조
- 모델링 기반의 3D 방정식 기능, 공간 모델링
- 자유형 표면 모델링
- 조립의 자동화 설계, 부품이나 다른 조립의 조합
- 공간 모델로부터 엔지니어링 드로잉을 생성함
- 설계 요소의 재사용
- 모델과 다양한 버전의 생산품의 설계 수정이 쉬움
- 설계의 표준 요소의 자동 생성
- 특징과 설계규칙에 대한 설계의 검증
- 물리적 초기버전을 제조하지 않고 설계의 시뮬레이션
- 제조 드로잉, 제품 제조에 필요한 재료표같은 공학 문서의 출력
- 다른 소프트웨어 패키지로 DXF파일과 같은 아스키(ASCII) 형식의 데이터 교환을 위한 가져오기/내어주기 루틴(routine)
- 제조 시설에 바로 설계 데이터의 출력
- 급속 초기버전이나 산업용 초기버전을 위한 급속 제조 기계에 바로 출력
- 부속과 조립의 라이브러리를 유지
- 부속과 조립의 질량 속성을 계산함
- 그림자, 회전, 숨겨진 선을 제거되는 시각화 도움
- 양방향 방적식 연계 (어떤 기능의 수정은 기능과 관련된 모든 정보에 반영한다; 질량 속성, 조립등)
- 운동학, 조립의 간섭과 여유 검사
- 평면 금속
- 호스나 케이블 배선
- 전기 구성 패키지
- 제어하고 요구되는 모델의 속성을 관련되는 모델에서 프로그래밍 코드의 포함
- 프로그램되는 설계 공부와 최적화
- 제도, 곡선, 연속 곡선에서 정교한 비주얼 분석 배선

## 소프트웨어 기술
캐드 시스템의 기원 소프트웨어는 포트란같은 컴퓨터 언어로 개발되었지만 객체지향 프로그래밍 방식의 이점으로 급격하게 변하였다. 일반적인 현대 모델러 기반의 매개 특징과 자유형 표면 시스템은 많은 핵심, C 프로그래밍 언어, 그들 자신의 API가 있는 모듈 주변에서 세워졌다. 캐드 시스템은 기하학 모델링 커널을 통한 NURBS 기하학이나 경계 표현 (B-rep) 데이터와 함께 그래픽 사용자 인터페이스 (GUI)를 상호작용하여 세워지는 것처럼 보일 수 있다.

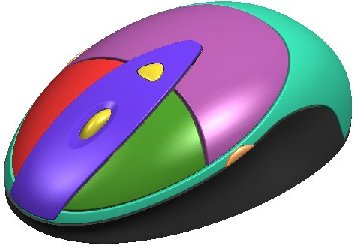
마우스의 캐드 모델

## 하드웨어와 운영체제 기술
요즘 대부분의 캐드 컴퓨터 워크스테이션은 개인용 컴퓨터기반의 마이크로소프트 윈도우이다. 어떤 캐드 시스템은 유닉스 운영체제나 소수의 리눅스와 함께 구동하는 하드웨어에서 동작한다. 일반적으로 하드웨어는 그래픽 카드 기반인 최고급 OpenGL을 제외하고 특별히 요구되지 않는다. 그러나 복잡한 제품 설계에 고속 (과 멀티) 중앙 처리 장치와 거대한 램을 가지는 장비가 추천된다. 인간-기계 인터페이스는 일반적으로 마우스를 통하지만 펜과 그래픽 태블릿을 통하는 것도 가능하다. 화면에 있는 모델 뷰의 조작은 때때로 스페이스마우스나 스페이스볼의 사용으로 완성되기도 한다. 어떤 시스템은 3D 모델 뷰를 위한 입체 안경을 지원하기도 한다.

## 캐드의 사용
캐드는 공학자와 설계자가 자주 사용하는 도구 중 하나이고, 사용자의 직업과 해당 소프트웨어의 종류에 따라서 다양한 방법으로 사용된다. 캐드 시스템의 다른 종류들은 어떻게 사용할 것에 대하여 다르게 생각하는 사용자를 요구하고 각각의 다른 방식으로 가상 요소를 설계해야만 한다.

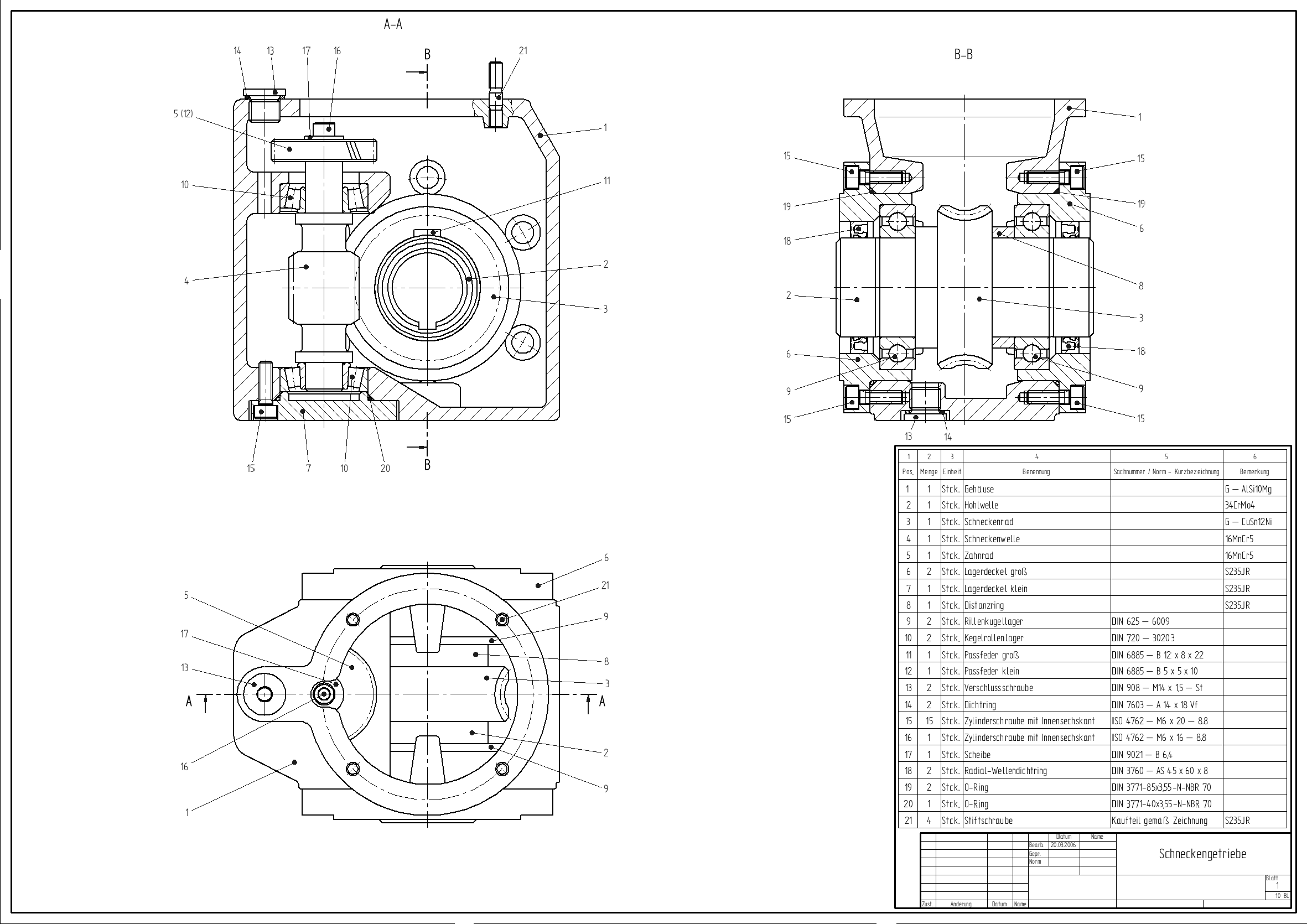
캐드 공학 드로잉의 예시

많은 자유와 오픈소스 프로그램을 포함하여 최저급 2D 시스템의 다양한 제조사가 있다. 수작업 제도가 동반하는 드로잉 시트위에 모든 야단스런 스케일과 배치없이 드로잉 프로세스에 접근을 제공한다. 마지막 제도의 생성 동안 요구되는 것처럼 적용할 수 있기 때문이다.
3D 와이어프레임은 기본적으로 2D 제도의 확장이다. 최종 제품은 이것으로 연합된 질량 특성이 없고 직접 이것을 추가하는 기능이 없을 수도 있다. (예 홀) 사용자는 다양한 3D 시스템이 당신이 최종 공학 드로잉 뷰를 만드는 와이어프레임 모델을 사용하는 것을 허락할지라도 2D 시스템으로 비슷한 방식에서 이렇게 접근한다.
3D “덤프” 솔리드 (오토캐드와 캐드키 19가 포함된 기술을 통합하는 프로그램)는 실제 세상 객체를 생성하는 방법으로 매우 비슷한 방식에서 생성된다. 생성이후 각 객체와 기능은 그것이 어떤것이다. 만약 사용자가 변경을 원하면 그것에 “물질”을 추가, 감소, 객체나 특징을 삭제하고 시작해야 한다. 이래서 완제품이 정확하게 표현되는한 사용자가 얼마나 요소를 생성하였는가는 문제가 되지 않는다. 만약 추후에 수정이 된다면 그 방법은 원래의 부품이 아닌 대부분의 경우 새로운 수정에 사용되는 과정의 영향을 미치는 데 사용된다. 도면 뷰는 모델로부터 쉽게 생성할 수 있다. 조립은 일반적으로 쉽게 요소의 이동, 움직임의 제한, 요소사이의 간섭 확인을 가능하게 하는 도구를 포함하지 않는다.
3D 매개 공간 모델링 (앨리버 디자인, 솔리드웍스, 솔리드에지가 표함된 기술을 통합하는 프로그램)은 사용자가 “디자인 의도”처럼 무엇이 의미하여 사용하되게 요구된다. 생성된 객체와 특징은 조정 가능하다. 어떤 특징 수정은 얼마나 원본에 가까운 부품을 생성하냐에 따라서 간단하거나 어렵거나 불가능할 것이다. 하나는 요소의 “완벽한 세상” 표현인 것처럼 이것을 생각해야 한다. 만약 특징이 부품 중앙에서 위치하도록 의도되었다면 사용자는 “덤프” 공간을 사용할 때 하는 것처럼 더 가까운 에지나 임의의 지점이 아니라 모델 중앙에서 그것을 배치하는 것이 필요하다. 매개 공간은 사용자가 주의깊게 동작의 결과를 심사숙고하도록 요구된다. 오늘 가장 간단할 수 있는 것은 내일 최악의 사태를 고려할 수 있었다. 제도 뷰는 모델로부터 쉽게 생성할 수 있다. 조립은 요소의 이동을 표현하거나, 제한을 설정하거나, 간섭을 식별하는 도구를 일반적으로 통합시킨다. 이런 시스템이 가능한 도구 키트는 패키지를 디자인하는 3D 배관과 주입 모형을 포함하여 이제까지 증가하고있다.
중간급 소프트웨어는 최종 사용자에게 매개 공간을 더 쉽게 통합되었다: 더 직관적인 기능 (스케치업)을 통합한 것은 매개 특징 (백터웍스)을 지니는 3D 덤프 공간으로된 양쪽 세상의 최고가 되거나 상대적으로 적은 스텝 (시네마4D)에서 매우 사실같은 뷰 화면을 만든다.
최고급 시스템은 더 유기적, 미학적, 인체공학적 특징을 당신의 설계로 통합한 기능을 제공된다. 자유형 표면 모델링은 설계자가 기계와 조화로울뿐 아니라 인간 모형과 시각적 요구에 적합한 제품을 설계하는게 가능하도록 공간을 조합하여 제공한다.
캐드 사용자의 궁극적 목적은 가능하면 간단하게 현재의 사업계획에서 미래 작업을 처리하기 위한 것이어야 한다. 이것은 사용되는 시스템의 정확한 이해를 요구한다. 지금 흘러간 약간의 여유 시간은 나중에 큰 저장을 의미할 수 있다.
1980년대 후반에 시작된 개인용 컴퓨터에서 실행할 수 있는 준비가 된 적합한 캐드 프로그램의 개발은 중소기업의 제도 부서에서 대량 소형화의 경향이 시작되었다. 일반적인 규칙처럼 하나의 캐드 사용자는 적어도 전통적인 방법을 사용한 3 ~ 5 명의 제도자를 쉽게 대체할 수 있었다. 게다가 다수의 공학자는 제도 업무를 하기 시작하여, 전통적인 제도 부서의 필요성이 없어졌다. 이 경향은 모두가 배울것으로 예상된 표준 소프트웨어 패키지로된 워드프로세서, 스프레드시트, 데이터베이스 등으로 비서가 전통적으로 수행하던 다수 사무직의 실직을 비쳤다. 다른 결과는 최신 소프트웨어는 종종 상당히 비싸기 때문에 중소기업은 종종 경쟁목적을 위한 컴퓨터 이점을 사용할 수 있던 대기업과 경쟁할 수 없었다. (1997년) 빌바오 구겐하임 미술관은 내장된 개념화, 설계, 제조 플랫폼을 제공하는 카티아처럼 알려진 시스템에서 설계된 첫 번째 건물 중 하나였고, 카티아는 진보된 컴퓨터 지원 기술의 새로운 세대에 속한다. 이 기술은 10년 전에는 생각할 수 없는 모양을 가능하게 했다.
캐드 스트디오나 건축학 학교에서 가끔씩 불리는 “사무 자동화 스트디오”의 도입은 저항이 없는 것은 아니었다. 그러나 교사는 컴퓨터 화면에 스케치하는 것이 스케치북에 스케치하는 나이든 기술연합을 대체하지 못할까봐 걱정했다. 좀 더후에 많은 교사들은 1990년대에 진실로 일반적인 것처럼 학생이 컴퓨터 기술보다 설계 기술로 고용되는 것을 걱정하였다. 그러나 오늘날 (누가 말하느냐에 따라서 좋거나 나쁜) 캐드에서 교육은 지금 건축학의 학교에서 전면적으로 받아들여진다. 이것은 놀라운 것이지만 모든 건축학자가 캐드 발전에 참여하는 것을 원하는 것은 아니었다. 오스트레일리아 건축가이고 유명한 프리치커 건축상의 2002년 수상자인 글렌 멀컷(Glenn Murcutt)은 최소한의 캐드 수용성을 지닌 작은 사무실만 있었다.

### 좌표
- 절대 좌표(거리,거리)
- 상대 좌표(@거리,거리)
- 상대 극좌표(@거리<각도)

## 포함
캐드는 제품 수명주기 관리(PLM) 과정 내의 전체 디지털 제품 개발 (DPD) 활동의 한 부분이고, 이것 역시 다른 도구와 같이 사용되어 통합된 모듈이나 독립 제품이다. 이것들이 포함하는 것:
- 컴퓨터 이용 공학(CAE)과 유한요소해석 (FEA)
- 컴퓨터 수치 제어(CNC) 기계에 명령하는게 포함된 컴퓨터 지원 제조 (CAM)
- 사진같은 랜더링
- 문서 관리와 개정 제어에 사용되는 제품 데이터 관리 (PDM).

## 특수문자
캐드 프로그램상 특수문자를 텍스트 객체(entity)로 표현해야하는 경우가 있다. 이러한 경우에 폰트(font)의 텍스트 인코딩(text encoding)과 관련있을수있다.
| 특수 문자 | 캐드폰트        |
| °         | %%D 또는 \u00b0 |
| ±         | %%P 또는 \u00b1 |
| ≡         | \u2261          |

등의 특수문자들이 적지 않다.

## 같이 보기
- 테크니컬 드로잉(제도)
- 빌딩 정보 모델링
- 백터화 래스터
- 컴퓨터 지원 알고리즘 합성
- 컴퓨터 그래픽스
- 표면의 컴퓨터 표현
- 캐드 회사의 목록
- 캐드 표준
  - ISO 13567
  - 유니클래스
- 새제품 관리